# 東京都立九段高等学校
東京都立九段高等学校（とうきょうとりつ くだんこうとうがっこう）は、かつて東京都千代田区九段北に存在した東京都立高等学校。

## 概要
第一東京市立中学校を前身とする都立進学校であった。他に市立中以来の都立校として上野高校・文京高校がある。
関東大震災による学校不足を補うため、当時の東京市により設立された。大正デモクラシー下の大正自由教育運動（新教育運動）の気風を引き継ぎ、開校当時から珍しく制服がブレザーであった。また当初は国立栄養研究所の指導の下、学校給食が出された。
創立以来一貫して、四中や六中、九中などに見られる質実剛健を旨とする他の都立進学校とは一線を画すように独自の自由な校風を旨としていた。それゆえ、1967年の学校群制度制定と共に受験者の志望先が限られ、また日比谷や三田といったそれぞれ異なる独特の伝統・校風を矜持とする3校で群を形成したためか、それに引き続くグループ合同選抜制度時代以降も次第に校風で停滞が見られたことは否めなかった。具体的には、都立高入試問題の難易度や授業カリキュラムその他取り組みなど機能や制度面で、あるいはブランディングで私学と比較して公立学校個々で差別化や特色を生み出せず、進学実績でもしばらく停滞が見られた。
東京都より千代田区に移管されて「都立」から「区立」となり、2006年4月に同じ校内（校舎は高校の隣に新しいものが完成した）に開校された中高一貫校の千代田区立九段中等教育学校へ校舎が明け渡された。2008年度末（2009年3月末日）に「都立」としての九段は閉校した。証明書の発行事務は一橋高校が請負っている。
直木賞受賞者、芥川賞受賞者をそれぞれ3人以上輩出している日本で唯一の高校である。

## 沿革
- 1924年 - 第一東京市立中学校として設立。初代校長に成田千里[1][2]。
- 1943年7月1日 - 都制施行により、東京都立九段中学校となる。
- 1948年4月1日 - 学制改革により、東京都立九段新制高等学校となる。
- 1949年4月1日 - 男女共学開始。
- 1950年4月1日 - 東京都立九段高等学校と改称。
- 1952年 - 学区合同選抜制度導入。
- 1967年 - 学校群制度が施行（11群）。
- 1969年 - 高校紛争激化により、10月6日には生徒により校舎の占拠が行われる[3]など、西の大阪府立市岡高等学校とともに紛争拠点となる。
- 1982年 - 学校群制度が廃止され、グループ合同選抜制度に移行する。
- 1992年 - コース制導入。全都学区の単独選抜校となる。
- 2006年4月1日 - 同じ校内に千代田区立九段中等教育学校が開校。
- 2007年 - 進学指導推進校に指定される。
- 2008年3月 - 定時制を閉課。
- 2009年3月14日 - 千代田区立九段中等教育学校に校舎を明け渡し、閉校。

## アクセス
- 東京メトロ東西線・半蔵門線・都営新宿線 九段下駅
- 東京メトロ東西線・有楽町線・南北線・都営地下鉄大江戸線・JR中央・総武緩行線（総武線）飯田橋駅

## 校地の由来
校地は最後の琉球国王だった尚泰の邸宅（琉球屋敷）跡に当たる。琉球処分後、尚泰一家は明治政府によって東京に住むことを強要され、関東大震災までこの場所に屋敷を構えて生活していた。震災後に一家はここから現在の渋谷区南平台町に移転し、その跡地に第一東京市立中学校が作られた。校地を囲む塀の下部にいまでも残る石垣は、尚泰の邸宅の名残である。

## 諸活動

### 生徒総会
例年5月、6月、11月に実施される。

### 委員会
- 中央執行委員会（生徒会）
- 体育祭実行委員会
- 九段祭実行委員会
- 出版委員会
- 放送委員会

### 部活動
- 文化部 - 文芸、工芸、演劇、生物、音楽、気象、天文、化学、物理、ブラスバンド、茶華道、美術、ホームメイドライフ、軽音楽
- 運動部 - バレーボール、陸上競技、テニス（硬・軟）、柔道、バドミントン、山岳、剣道、硬式野球、サッカー、水泳、バスケットボール、ダンス
- 同好会 - 漫画アニメーション、映像研究、ボランティアゼミ

## 学校行事
- 体育祭 - 例年5月に実施。
- 夏休み - 游泳訓練「至大荘」（勝浦市、1年時）、クラブ合宿、学習合宿「学習至大荘」
- 九段祭 - 例年9月に実施。
- 冬休み - スキー合宿（廃止）
- ダンスフェスティバル - 例年2月に実施
- 春休み - 学習合宿
- 修学旅行 - 2年時の10月

## 関係者

### 出身者

#### 文化・芸術
- 泡坂妻夫（小説家、直木賞）
- 磯部俶（作曲家、合唱指揮者）
- 安岡章太郎（小説家、芥川賞）- 短編に『サーカスの馬 市立一中時代の思い出をめぐって』がある[4]。
- 松岡正剛（編集者・著述家）
- なかにし礼（作詞家・小説家、直木賞）
- 井出孫六（小説家・ルポライター、直木賞）
- 小森昭宏（作曲家、編曲家）
- 近藤啓太郎（作家、芥川賞）
- 生嶋誠士郎（エッセイスト）
- 高木厚人（書家）
- 清水基吉（詩人 / 中退、芥川賞）
- 林富士馬（詩人、文芸評論家）
- 嶋田洋一（俳人）
- 田中光常（動物写真家）
- 中西繁（洋画家）
- 高野二郎（テノール歌手）
- 清水昭夫（作曲家）
- 篠塚正典（グラフィックデザイナー）
- 今野寿美（歌人）
- 松下育男（詩人）

#### 芸能
- 新村理々愛（ハリウッド俳優・フルーティスト）
- 名古屋章（俳優・声優）
- 渥美国泰（俳優・声優）
- 太刀川寛（俳優）
- 新井茂子（女優）
- 実川俊晴（歌手・作詞作曲家）
- いまみちともたか（ギタリスト・作曲家、BARBEE BOYSのメンバー）
- ミト（ミュージシャン、クラムボンのメンバー）
- 柊瑠美（俳優・声優）
- 堀川弘通（映画監督）
- 牧口雄二（映画監督・プロデューサー）
- 高橋洋平（映像作家）
- 村上卓史（放送作家）
- 本間理紗（女優）
- 三遊亭ときん（落語家）
- 松永天馬（ミュージシャン・作家・俳優、アーバンギャルドのメンバー）

#### 政治・行政・司法
- 本間俊太郎（政治家・元宮城県知事）
- 松永光（政治家・元衆議院議員。元大蔵大臣・通産大臣・文部大臣）
- 横路孝弘（政治家、元北海道知事 / 札幌西高校から1年2学期に転入）
- 服部三男雄（政治家）
- 金子一義（政治家）
- 石原健太郎（元衆議院議員・元参議院議員）
- 内田茂（自民党東京都連幹事長・第39代東京都議会議長 / 中退）
- 武井雅昭（政治家・現東京都港区長）
- 齊藤栄（政治家・現熱海市長）
- 海原治（元防衛庁長官官房長・防衛局長、元国防会議事務局長、内務官僚）
- 佐川宣寿（元国税庁長官、元財務省理財局長）
- 青木健至（防衛省大臣官房審議官）
- 中島敏次郎（元最高裁判所判事）
- 仙波厚（元東京高裁部総括判事）
- 高橋寿夫（元海上保安庁長官・元日本空港ビルデング社長）
- 上野憲正（元北海道財務局長、元大蔵省大臣官房審議官）

#### 経済
- 高橋政知（オリエンタルランド社長 / 東京ディズニーランド生みの親）
- 佐藤亮一（新潮社第3代社長）
- 渡辺宏（東京ガス社長）
- 村井温（綜合警備保障社長、元中部管区警察局長）
- 鈴木弘久（野村不動産社長）
- 大國昌彦（王子ホールディングス社長）
- 俣木盾夫（電通社長）
- 池田敏雄（富士通専務 / コンピュータ国産化のパイオニア）
- 塩路一郎（日産自動車労働組合長・自動車総連会長）
- 片岡遼一（新京成電鉄第8代社長）
- 角川源義（角川書店創業者、補習科修了生）

#### 学問・教育
- 糸川英夫（ロケット工学者、元東京大学教授 / 日本のロケット開発の父）
- 池田彌三郎（民俗学者）
- 家永三郎（歴史学者）
- 小野旭（労働経済学者、一橋大学名誉教授、紫綬褒章）
- 瀬尾佳美（青山学院大学専任講師）
- 高橋一（統計学者、一橋大学名誉教授、公立鳥取環境大学理事長兼学長）
- 辻村江太郎（計量経済学者、慶應義塾大学名誉教授）
- 出口正之（国立民族学博物館・教授）
- 永野護（成蹊大学教授）
- 永田武（南極大陸観測隊長、東京大学教授 / 英国王立天文学会ゴールドメダル・文化勲章）
- 福岡正夫（理論経済学者、慶應義塾大学名誉教授）
- 岡野昌雄（哲学者、国際基督教大学名誉教授）
- 戸谷洋（地理学者、東京都立大学名誉教授）
- 中嶋隆（文学者、早稲田大学教育学部教授）
- 米本浩一（航空宇宙工学者、東京理科大学教授、九州工業大学名誉教授、SPACE WALKER共同創業者・CTO）
- 堀木博禮（国語教育者、高等学校教諭、予備校講師）
- 大崎貞和（法律学者、元野村総研研究員）
- 阿部豊（東京大学教授、地球惑星科学）

#### ジャーナリズム
- 高山正之（産経新聞論説委員 / 週刊新潮コラム「変見自在」など）
- 小林一喜（朝日新聞論説委員）
- 勝股秀通（元読売新聞記者・解説部長・論説委員/社会学者/著述家/日本大学危機管理学部特任教授）
- 田久保忠衛（外交評論家、政治学者）
- 森彰英（フリージャーナリスト）
- 鈴木健二（元NHKアナウンサー）
- 山本文郎（フリーアナウンサー、元TBSアナウンサー）
- 内藤勝人（NHKアナウンサー）
- 市川泰（NHKアナウンサー）
- 宮澤隆（TBSアナウンサー）
- 石井かおる（NHKアナウンサー）
- 有賀さつき（フリーアナウンサー、元フジテレビアナウンサー）
- 福原直英（フジテレビアナウンサー）
- 石巻ゆうすけ（関西テレビアナウンサー）
- 富永美樹（フリーアナウンサー、元フジテレビアナウンサー）
- 室照美（フリーアナウンサー、元北陸放送・元文化放送アナウンサー）
- 本仮屋リイナ（元東海テレビ放送アナウンサー）

#### その他
- 倉澤清忠（陸軍少佐 / 神風特攻隊帰還兵の指導）
- 多田宏（武道家）
- 山本勝美（育児・心理アドバイザー）

### 教職員
- 清水房雄（歌人。教頭として勤務）